# Elleanthus
Elleanthus is een geslacht met 111 soorten tropische orchideeën uit de onderfamilie Epidendroideae. Ze zijn afkomstig uit tropisch Zuid-Amerika en komen vooral voor in de Andes. Het zijn planten uit het tropische regenwoud die bestoven worden door kolibries.

## Naamgeving enetymologie
Synoniem: Eveleyna Steud 1820, Evelyna P&E 1836, Pseudelleanthus Brieger, Epilyna Schlechter
De botanische naam Elleanthus is een samenstelling van Oudgrieks Elle (of Ἕλλη, Hellē, een figuur uit de Griekse mythologie) en ἄνθος, anthos (bloem).

## Kenmerken
Elleanthus-soorten hebben veel vegetatieve kenmerken gemeen met het zustergeslacht Sobralia. Het zijn voornamelijk terrestrische of epifytische orchideeën. Ze bezitten vlezige, matvormende wortels, maar geen pseudobulben.
Ze hebben een enkele of vertakte grasachtige bloemstengel en duidelijk parallel generfde en geplooide lancetvormige bladeren met spitse top langs de gehele stengel. In tegenstelling tot de Sobralia hebben ze veel bloemen, aan de top van de stengel in een dicht, veelbloemig bolvormig bloemhoofdje of in een kegelvormige aar, met schutbladen langer dan de bloemen.
De bloem is geresupineerd, de kelkbladen en kroonbladen gelijkvormig, langgerekt en volledig gespreid, de bloemlip groter, rechtopstaand, zakvormig aan de basis, en het gynostemium omvattend. Het gynostemium is opgericht, aan de top geribd of gevleugeld. De helmknop draagt acht wasachtige pollinia. De bloemen zijn meestal fel en opvallend gekleurd, en variëren van wit over geel, groen, roze, paars en rood.
De meeste Elleanthus worden bestoven door kolibries.

## Habitat
Elleanthus zijn net als Sobralia terrestrische of epifytische planten die te vinden zijn vochtige tropische regenwouden. Door de afwezigheid van pseudobulben zijn ze gebonden aan vochtige biotopen.

## Voorkomen
Elleanthus komt voor in de tropische gebieden van Midden- en Zuid-Amerika, zoals in Mexico, Peru en Brazilië, met het zwaartepunt rond het Andesgebergte.

## Taxonomie
Dressler plaatste dit geslacht samen met Sobralia bij de Epidendreae. Ondertussen zijn beide geslachten in een aparte tribus Sobralieae opgenomen. Wat de opsplitsing in twee subtribi betreft laten zelfs de meest recente DNA-onderzoeken uit 2007 nog steeds ruimte voor twijfel, maar houden het voorlopig bij de opdeling zoals hier beschreven.
Het geslacht omvat ongeveer 112 soorten. De typesoort is Elleanthus lancifolius C.Presl (1827)

## Soortenlijst
- Elleanthus amethystinoides Garay (1978)
- Elleanthus amethystinus (Rchb.f. & Warsz.) Rchb.f. (1862)
- Elleanthus ampliflorus Schltr. (1924)
- Elleanthus aristatus Garay (1978)
- Elleanthus arpophyllostachys (Rchb.f.) Rchb.f. (1862)
- Elleanthus asplundii Garay (1978)
- Elleanthus aurantiacus (Lindl.) Rchb.f. (1863)
- Elleanthus aureus (Poepp. & Endl.) Rchb.f. (1863)
- Elleanthus auriculatus Garay (1978)
- Elleanthus bifarius Garay (1978)
- Elleanthus blatteus Garay (1978)
- Elleanthus bogotensis Schltr. (1924)
- Elleanthus bonplandii (Rchb.f.) Rchb.f. (1863)
- Elleanthus bradeorum Schltr. (1923)
- Elleanthus brasiliensis (Lindl.) Rchb.f. (1862
- Elleanthus capitatellus Dressler (2004)
- Elleanthus capitatus (Poepp. & Endl.) Rchb.f. (1862)
- Elleanthus caravata (Aubl.) Rchb.f. (1881)
- Elleanthus caricoides Nash (1907)
- Elleanthus carinatus  Dressler & Bogarín (2010)
- Elleanthus caroli Schltr. (1921)
- Elleanthus caveroi D.E.Benn. & Christenson (1998)
- Elleanthus cinnabarinus Garay (1969)
- Elleanthus columnaris (Lindl.) Rchb.f. (1863)
- Elleanthus condorensis Dodson (1994)
- Elleanthus confusus Garay (1978)
- Elleanthus congestus Schltr. (1924)
- Elleanthus conifer (Rchb.f. & Warsz.) Rchb.f. (1862)
- Elleanthus cordidactylus Ackerman (1987)
- Elleanthus coriifolius (Rchb.f. ex Linden) Rchb.f. (1862)
- Elleanthus crinipes Rchb.f. (1881)
- Elleanthus decipiens Dressler (2004)
- Elleanthus discolor (Rchb.f. & Warsz.) Rchb.f. (1862)
- Elleanthus dussii Cogn. (1910)
- Elleanthus ecuadorensis Garay (1978)
- Elleanthus ensatus (Lindl.) Rchb.f. (1863)
- Elleanthus escobarii Dodson (1996)
- Elleanthus flavescens (Lindl.) Rchb.f. (1862)
- Elleanthus formosus Garay (1978)
- Elleanthus fractiflexus Schltr. (1921)
- Elleanthus furfuraceus (Lindl.) Rchb.f. (1862)
- Elleanthus gastroglottis Schltr. (1921)
- Elleanthus glaucophyllus Schltr. (1910)
- Elleanthus glomera Garay (1978)
- Elleanthus gracilis (Rchb.f.) Rchb.f. (1863)
- Elleanthus graminifolius (Barb.Rodr.) Løjtnant (1977)
- Elleanthus grandiflorus Schltr. (1920)
- Elleanthus haematoxanthus (Rchb.f. ex Linden) Rchb.f. (1863)
- Elleanthus hirsutis Barringer (1987)
- Elleanthus hirtzii Dodson (1994)
- Elleanthus hookerianus (Barb.Rodr.) Garay (1978)
- Elleanthus hymenophorus (Rchb.f.) Rchb.f. (1862)
- Elleanthus isochiloides Løjtnant (1977)
- Elleanthus jimenezii (Schltr.) C.Schweinf. (1937)
- Elleanthus kalbreyeri Garay (1968)
- Elleanthus kermesinus (Lindl.) Rchb.f. (1862)
- Elleanthus killipii Garay (1978)
- Elleanthus koehleri Schltr. (1912)
- Elleanthus laetus Schltr. (1924)
- Elleanthus lancifolius C.Presl (1827) - typesoort -
- Elleanthus lateralis Garay (1978)
- Elleanthus laxifoliatus Schltr. (1921)
- Elleanthus leiocaulon Schltr. (1924)
- Elleanthus lentii Barringer (1985)
- Elleanthus ligularis Dressler & Bogarín (2007)
- Elleanthus linifolius C.Presl (1827)
- Elleanthus longibracteatus (Lindl. ex Griseb.) Fawc. (1893)
- Elleanthus maculatus (Lindl.) Rchb.f. (1863)
- Elleanthus magnicallosus Garay (1953)
- Elleanthus malpighiiflorus Carnevali & G.A.Romero (2000)
- Elleanthus muscicola Schltr. (1923)
- Elleanthus myrosmatis (Rchb.f.) Rchb.f. (1862)
- Elleanthus norae Garay & Dunst. (1976)
- Elleanthus oliganthus (Poepp. & Endl.) Rchb.f. (1863)
- Elleanthus pastoensis Schltr. (1924)
- Elleanthus petrogeiton Schltr. (1921)
- Elleanthus phorcophyllus Garay (1978)
- Elleanthus poiformis Schltr. (1923)
- Elleanthus porphyrocephalus Schltr. (1921)
- Elleanthus purpureus (Rchb.f.) Rchb.f. (1862)
- Elleanthus reichenbachianus Garay (1978)
- Elleanthus rhizomatosus Garay (1978)
- Elleanthus rhodolepis (Rchb.f.) Rchb.f. (1863)
- Elleanthus robustus (Rchb.f.) Rchb.f. (1862)
- Elleanthus roseus Schltr. (1921)
- Elleanthus ruizii (Rchb.f.) Rchb.f. (1850)
- Elleanthus scharfii Dodson (1994)
- Elleanthus scopula Schltr. (1912)
- Elleanthus setosus Schltr. (1922)
- Elleanthus smithii Schltr. (1920)
- Elleanthus sodiroi Schltr. (1916)
- Elleanthus sphaerocephalus Schltr. (1924)
- Elleanthus steyermarkii Barringer (1987)
- Elleanthus stolonifer Barringer (1985)
- Elleanthus strobilifer (Poepp. & Endl.) Rchb.f. (1863)
- Elleanthus tandapianus Dodson (1994)
- Elleanthus teotepecensis Soto Arenas (1986)
- Elleanthus tillandsioides Barringer (1985)
- Elleanthus tonduzii Schltr. (1910)
- Elleanthus tovarensis Ames (1922)
- Elleanthus tricallosus Ames & C.Schweinf. (1925)
- Elleanthus ventricosus Schltr. (1917)
- Elleanthus venustus Schltr. (1924)
- Elleanthus vernicosus Garay (1978)
- Elleanthus vinosus Schltr. (1924)
- Elleanthus vitellinus Garay (1978)
- Elleanthus wageneri (Rchb.f.) Rchb.f. (1862)
- Elleanthus wallnoeferi Szlach. (1996)
- Elleanthus weberbauerianus Kraenzl. (1916)
- Elleanthus wercklei Schltr. (1923)
- Elleanthus yungasensis Rolfe ex Rusby (1895)

## Zie ook

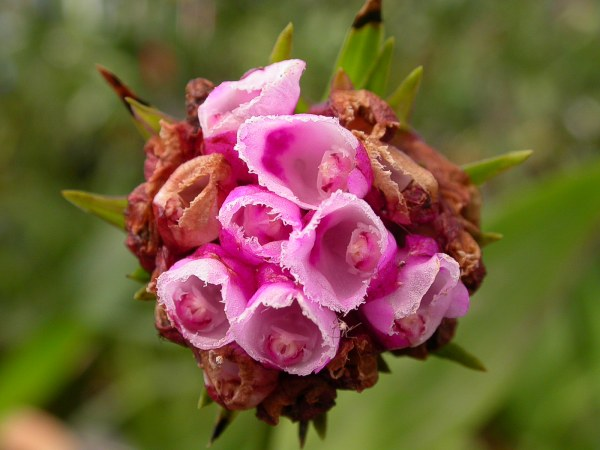
Elleanthus brasiliensis
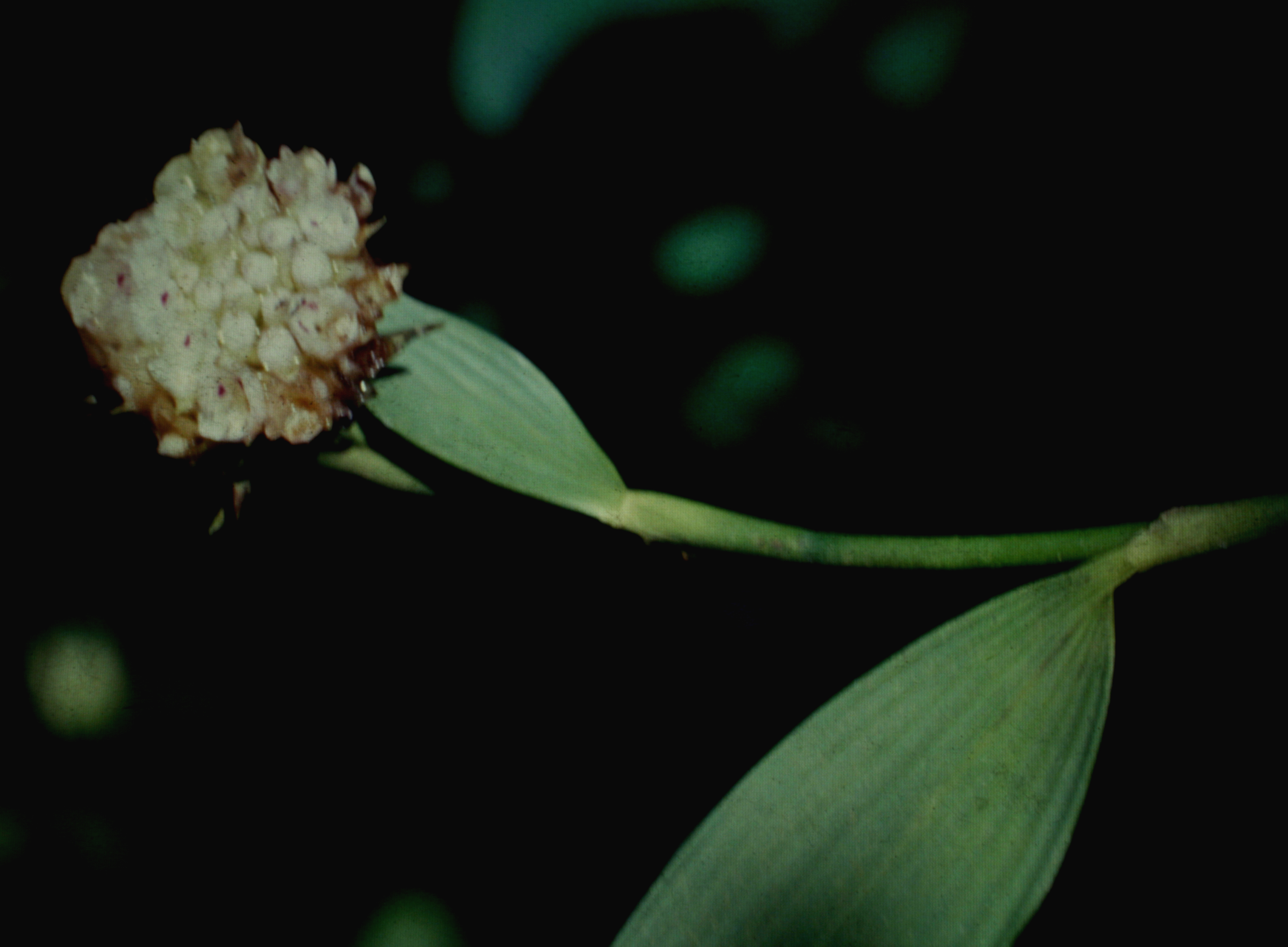
Elleanthus cephalotus